# میان تنگ (ملکشاهی)
میان تنگ (ملکشاهی)، روستایی از توابع بخش مرکزی شهرستان ملکشاهی در استان ایلام ایران است.
این روستا محل سکونت اولیه تعدادی از طوایف بزرگ ملکشاهی از جمله طایفه های کاظم بگ،خداداد و سیَه گَه بوده است.
میان تنگ به دلیل وجود چشمه های دائمی و فصلی متعدد محل مناسبی برای سکونت دائم و کشاورزی و باغداری می باشد.

## جمعیت
این روستا در دهستان چمزی قرار دارد و براساس سرشماری مرکز آمار ایران در سال ۱۳۸۵، جمعیت آن ۲۲۲ نفر (۴۷خانوار) بوده‌است.